# John Scott (Politiker, April 1824)

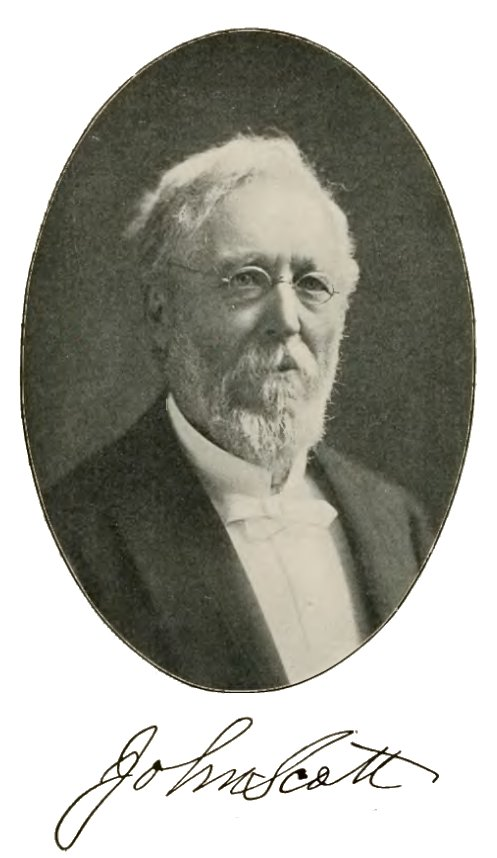
John Scott, 1903

John Scott (* 14. April 1824 im Jefferson County, Ohio; † 23. September 1903 in Des Moines, Iowa) war ein US-amerikanischer Politiker. Zwischen 1868 und 1870 war er Vizegouverneur des Bundesstaates Iowa.

## Werdegang
John Scott besuchte bis 1841 das Franklin College in New Athens. Nach einem anschließenden Jurastudium und seiner 1845 erfolgten Zulassung als Rechtsanwalt begann er, in diesem Beruf zu arbeiten. Zwischenzeitlich war er in Ohio und Kentucky als Lehrer tätig. Während des Mexikanisch-Amerikanischen Krieges war er Soldat einer Freiwilligeneinheit aus Kentucky. Dabei geriet er zwischenzeitlich für acht Monate in Gefangenschaft. Nach dem Krieg gab er in Kentucky eine Zeitung heraus. Außerdem war er in Owingsville erneut als Lehrer tätig. Im Herbst 1856 kam er nach Nevada in Iowa, wo er als Anwalt praktizierte und gleichzeitig in der Landwirtschaft sowie der Immobilienbranche arbeitete.
Politisch schloss sich Scott der Republikanischen Partei an. Zwischen 1859 und 1861 saß er im Senat von Iowa. Während des Bürgerkrieges diente er im Heer der Union, in dem er bis zum Oberst aufstieg. 1868 wurde er an der Seite von Samuel Merrill zum Vizegouverneur von Iowa gewählt. Dieses Amt bekleidete er zwischen 1868 und 1870. Dabei war er Stellvertreter des Gouverneurs und Vorsitzender des Staatssenats. Danach arbeitete er für die Steuerbehörde. Im Jahr 1885 wurde er nochmals in den Senat von Iowa gewählt. Er war Mitglied und Vorsitzender mehrerer Vereinigungen in seinem Staat. John Scott starb am 23. September 1903 in Des Moines.